# Starперцы
«Starперцы» (ранее «Последний мальчишник в Вегасе»; дословно — «Последний Вегас», англ. Last Vegas) — кинокомедия американского режиссёра Джона Тёртелтауба. В ролях — ведущие голливудские звёзды последних сорока лет.

## Сюжет
Четверо пожилых мужчин отправляются в Лас-Вегас, чтобы бурно провести традиционную вечеринку, предшествующую вступлению одного из них в брак.
Закоренелый холостяк Билли (Майкл Дуглас) вдруг собрался жениться на женщине, которая вдвое его моложе. В весёлой поездке в Лас-Вегас его сопровождают Пэдди (Роберт Де Ниро), Арчи (Морган Фримен) и Сэм (Кевин Клайн). В отличие от Билли, у них троих за спиной — многолетний опыт драматичной, насыщенной и временами (Пэдди вдовец, а Арчи в разводе) очень счастливой семейной жизни.
Эти четверо дружат с самого детства — их дружбе 58 лет. И старые друзья просто не способны оставить Билли один на один с самым важным шагом в «оставшейся ему жизни»… Похождения немолодых, но не стареющих душой искателей приключений становятся основой многочисленных комедийных ситуаций.
Рекламный слоган фильма — «Без смерти жизнь будет неполной!».

## В ролях
- Майкл Дуглас — Билли Герсон
- Роберт Де Ниро — Патрик «Пэдди» Коннорс
- Морган Фримен — Арчибальд «Арчи» Клейтон[3]
- Кевин Клайн — Сэм Харрис
- Мэри Стинберджен — Диана Бойл
- Джерри Феррара — Дин
- Романи Малко — Лонни
- Роджер Барт — Маурис
- Джоанна Глисон — Мириам
- Майкл Или — Эзра Клейтон
- Бри Блэр — Лиза
- 50 Cent — камео[4]

Эпизодическую роль в фильме сыграл один из участников американского хип-хоп дуэта LMFAO Стефан Горди, больше известный как Redfoo.

## Создание
Одним из участников «звёздного» квартета мог стать Кристофер Уокен. Однако он отказался от съёмок по причине занятости в другом, несколько схожем проекте — фильме «Реальные парни», где он выступил в криминальном трио пенсионеров вместе с Аль Пачино и Аланом Аркином.
Съёмки фильма проходили в Лас-Вегасе и Атланте.